# 北莱达
北莱达是德国下萨克森州的一个市镇。总面积21.29平方公里，总人口1117人，其中男性572人，女性545人（2011年12月31日），人口密度52人/平方公里。